# Chathamral
De chathamral (Cabalus modestus synoniem: Gallirallus modestus) is een uitgestorven vogel uit de familie van de Rallidae (Rallen).

## Beschrijving
De vogel werd in 1871 op Mangere Island ontdekt. Er werden daar 26 exemplaren verzameld die in musea worden bewaard. Uit onderzoek aan botten die in de 19de eeuw werden gevonden, bleek dat de vogel ook voorkwam op de Chathameilanden en Pitt Island. De vogel stierf uit tussen 1893 en 1895. De oorzaak was waarschijnlijk de introductie van katten en ratten en verder trad er grootschalig habitatverlies op door omzetting in weidegronden voor de schapenteelt, waardoor struikgewas en grote pollen van inheemse grassen (tussocks) verdwenen. Mogelijk speelde concurrentie met de inmiddels ook uitgestorven Dieffenbachs ral (G. dieffenbachii) ook een rol.